# Station Ławica
Station Ławica is een spoorwegstation in de Poolse plaats Ławica.